# Isolepis capensis
Isolepis capensis är en halvgräsart som beskrevs av A. Muthama Muasya. Isolepis capensis ingår i släktet borstsävssläktet, och familjen halvgräs. Inga underarter finns listade i Catalogue of Life.